# Singletni kisik
Singletni kisik  s sistemskim imenom dioksiden ali dikisik je anorganska kemikalija v vzbujenem stanju s kemijsko formulo  O2(a1Δg), ki se zapiše tudi z O*
2. Singletni kisik je elektronsko vzbujen molekularni kisik O2 in zato manj stabilen od običajnega tripletnega kisika. V izoliranem stanju je zaradi svojih nenavadnih lastnosti pri sobni temperaturi obstojen več kot eno uro. Njegove kemične lastnosti se zaradi razlik v elektronski konfiguraciji razlikujejo od lastnosti tripletnega kisika. Je zelo reaktiven. 
Singletni kisik nastaja običajno s fotosinteznim pigmentom. Poškodbe, ki jih na raznih organskih snoveh, na primer polimerih, povzroči svetloba, se pogosto pripisujejo ravno delovanju singletnega kisika. V fotodinamični terapiji se uporablja za ubijanje rakavih celic.
Modra barva tekočega in trdnega kisika je posledica sočasnega vzbujanja dveh molekul O2 z enim fotonom. Absorbirana energija ustreza energiji svetlobe na prehodu iz rdečega v zeleni del vidnega dela spektra, zato je barva  tekočega in trdnega kisika navidezno modra.

## Pridobivanje
Za pridobivanje singletnega kisika je na razpolago več postopkov. V fotokemičnem procesu  nastaja z obsevanje plinastega kisika v prisotnosti organskih barvil kot senzibilizatorjev. Uporabna barvila so na primer bengalsko roza, metilensko modro in porfirini.  Pridobiva se lahko tudi kemično, na primer z razgradnjo divodikovega trioksida ali z reakcijo natrijevega peroksida z natrijevim hipokloritom. Slednja reakcija je zelo prikladna za prikaz v kemijskih laboratorijih:
H2O2 + NaOCl → O2(a1Δg) + NaCl + H2O
Po enem od postopkov nastaja s katalitskim razpadom fosfit ozonidov s piridinom pri nizkih temperaturah: 
Postopek ima to prednost, da je reakcija lahko ciklična: nastali fosfatni ester se lahko reducira v fosfitni ester in ponovno uporabi za pridobivanje singletnega kisika.

## Organska kemija
Kemija singletnega kisika se razlikuje od kemije kisika v osnovnem stanju. Singletni kisik na primer lahko sodeluje v Diels-Alderjevih [4+2] in  [2+2]cikloadicijskih reakcijah, enskih reakcijah ter heteroatomskih (S, Se, P, N) in organokovinskih kompleksnih oksidacijskih reakcijah.  Singletni kisik reagira z alkeni (-CH=CH-CH2-), iz katerih v reakciji enskega tipa  odvzame alilni proton (vodik),  pri čemer nastanejo alilni hidroperoksidi (HO-O-R, R = alkil), ki se lahko zatem reducirajo v alil alkohole. Reakcija ni prava enska reakcija. Primer takšne reakcije je oksigeniranje citronelola:
Z nekaterimi substrati nastajajo 1,2-dioksietani. Ciklični dieni, na primer 1,3-ciklohehsadien, tvorijo  [4+2]cikloadicijske adukte. Z vodo tvori divodikov trioksid,  nenavadno molekulo s tremi zaporednimi kisikovimi atomi. 

## Biokemija
V fotosintezi proizvajajo singletni kisik svetlobi izpostavljene molekule klorofila. Škodo, ki bi jo v fotosinteznih sistemih lahko povzroči singletni kisik, preprečujejo karotenoidi, ki bodisi odstranjujejo odvečno svetlobno energijo iz klorofilnih molekul ali neposredno ugašajo molekule singletnega kisika. 
V biologiji sesalcev je singletni kisik ena od reaktivnih vrst kisika, ki je povezana z oksidacijo LDL holesterola in posledičnimi kardiovaskularnimi učinki.  Previsoko koncentracijo aktivnega kisika in njegove škodljive oksidacijske učinke lahko zmanjšajo ali izničijo  polifenolni antioksidanti.
Zaužitje pigmentov, ki z aktiviranjem s svetlobo proizvajajo singletni kisik, lahko pri ljudeh  in živalih povzroči hudo fotosenzitivnost kože (fotodermatitis in fitofotodermatitis). Pojav je še posebej zaskrbljujoč pri rastlinojedih živalih.
Singletni kisik je aktivna komponenta v fotodinamični terapiji.

## Orbitalna stanja
Molekularna orbitalna teorija napoveduje dve nizko ležeči vzbujeni  singletni stanji: O2(a¹Δg) in  O2(b¹Σg+), ki se razlikujeta samo po spinu in zasedenosti dveh kisikovih degeneriranih antiveznih πg orbital. Stanje O2(b¹Σg+) ima zelo kratko življenjsko dobo in se hitro pretvori v spodnje vzbujeno stanje O2(a¹Δg), ki se običajno imenuje singletni kisik. Razlika energij med najnižjo energijo O2 v  singletnem stanju in najnižjo energijo v  tripletnem stanju je približno 11340 kelvinov  (Te (a¹Δg <- X³Σg-) = 7882 cm−1, 94,3 kJ/mol,  0,98 eV). Molekularni kisik se razlikuje od večine molekul po tem, da ima tripletno osnovno stanje z odprto orbitalo, O2(X³Σg-). Tri najnižja energijska stanja je mogoče opisati z enostavnim sistemom na spodnji sliki, realno stanje pa je mnogo bolj zapleteno,  ker so vzbujena stanja kisika sestavljena iz kombinacije elektronskih stanj. Elektroni, ki so v nevzbujenem stanju parni, so v prvem vzbujenem stanju na ločenih degeneriranih orbitalah, ki jih predvideva Hundovo pravilo.

## Kemija
Razlika energij med osnovnim in singletnim stanjem kisika je 94,3 kJ/mol, ki ustreza valovni dolžini približno 1270 nm na prehodu v infrardeči del spektra. V izolirani molekuli je prehod striktno prepovedan zaradi spina, simetrije in pravil izbora. Z drugimi besedami to pomeni, da je neposredno vzbujanje iz osnovnega stanja v singletno stanje s svetlobo zelo malo verjetno. Posledica tega je, da ima singletni kisik v plinski fazi izredno dolgo življenjsko dobo (72 minut). Vzajemno delovanje s topili njegovo življenjsko dobo skrajša na nekaj milisekund ali celo nanosekund.
Neposredno odkrivanje  singletnega kisika je mogoče z občutljivimi laserskimi spektroskopi ali preko izjemno šibke fosforescence tako imenovanega singletnega kisikovega dimola - sočasnega sevanja dveh singletnih kisikovih molekul po trku, ki je opazna kot rdeč blisk z valovno dolžino 634 nm.